# ريتشارد توماس (مؤلف)
ريتشارد توماس (بالإنجليزية: Richard Thomas)‏ هو مؤلف أمريكي، ولد في 21 نوفمبر 1967 في سانت لويس في الولايات المتحدة.